# Giuseppe Martino
Giuseppe Martino (* 1. Mai 1915 in Castelmagno; † 29. Oktober 2001 in Alice Bel Colle) war ein italienischer Radrennfahrer.
Giuseppe Martino war Profi-Radrennfahrer von 1938 bis 1958. Zunächst fuhr er hauptsächlich Straßenrennen, die großen Erfolge blieben jedoch aus. 1939 gewann er das Rennen Lyon-Grenoble-Lyon gemeinsam mit Pierre Brambilla. Ab Beginn der 1950er Jahre verlegte Martino seinen Schwerpunkt auf Steherrennen und wurde in dieser Disziplin siebenmal italienischer Meister. Bei den UCI-Bahn-Weltmeisterschaften 1955 in Mailand belegte er den dritten Rang, hinter dem legendären Schrittmacher Léon Vanderstuyft.